# Cô thành trong gương
Cô thành trong gương (Nhật: かがみの孤城 Hepburn: Kagami no Kojou) là một ấn phẩm tiểu thuyết tiếng Nhật của tác giả Mizuki Tsujimura, do Poplar Publishing xuất bản vào tháng năm năm 2017. Ở Bắc Mỹ, Doubleday mua bản quyền tác phẩm chuyển ngữ tiếng Anh và phát hành vào tháng 3 năm 2021. Một sê-ri manga chấp bút bởi Taketomi Tomo đã đăng dài kỳ trên tạp chí seinen manga Ultra Jump của Shueisha từ tháng 6 năm 2019 đến tháng 2 năm 2022, với các chương được biên soạn và xuất bản thành năm tập tankōbon. Một bản chuyển thể anime do A-1 Pictures đảm nhận sản xuất phát hành vào tháng 12 năm 2022.

## Nhân vật
Kokoro (こころ)
Lồng tiếng bởi: Tōma Ami

## Truyền thông

### Tiểu thuyết
Dưới ngòi bút của Tsujimura Mizuki, Cô thành trong gương xuất bản lần đầu vào ngày 11 tháng 5 năm 2017, bởi Poplar Publishing. Công ty đã phát hành lại cuốn tiểu thuyết ở định dạng bìa mềm hai tập vào tháng 3 năm 2021. Doubleday đã phát hành ân bản tiếng Anh của cuốn tiểu thuyết vào tháng 4 năm 2021.

### Manga
Một loạt manga sáng tác bởi Taketomi Tomo đăng trên tạp chí seinen manga Ultra Jump của Shueisha từ ngày 19 tháng 6 năm 2019, đến ngày 19 tháng 2 năm 2022. Shueisha đã biên soạn các chương thành năm tập tankōbon, xuất bản từ tháng 12 năm 2019 đến tháng 5 năm 2022.
| # | Ngày phát hành Tiếng Nhật | ISBN Tiếng Nhật   |
| - | ------------------------- | ----------------- |
| 1 | 19 tháng 12 năm 2019      | 978-4-08-891450-3 |
| 2 | 17 tháng 7 năm 2020       | 978-4-08-891612-5 |
| 3 | 19 tháng 2 năm 2021       | 978-4-08-891782-5 |
| 4 | 17 tháng 9 năm 2021       | 978-4-08-892101-3 |
| 5 | 18 tháng 5 năm 2022       | 978-4-08-892305-5 |

### Anime điện ảnh
Một bộ anime điện ảnh chuyển thể công bố vào ngày 24 tháng 2 năm 2022. Phim sản xuất bởi A-1 Pictures và do Hara Keiichi đậo diễn, với kịch bản bởi Miho Maruo, phần thiết kế nhân vật do Sasaki Keigo đảm nhận, anh cũng là tổng đạo diễn cho phim, ý tưởng hình ảnh và thiết kế lâu đài bởi Kuvshinov Ilya, cùng soạn âm nhạc bởi Fuuki Harumi. Phim phát hành tại Nhật Bản vào ngày 23 tháng 12 năm 2022. Muse Communication nắm giữ bản quyền bộ phim tại Việt Nam và Philippines, khởi chiếu đồng thời tại 2 quốc gia trong năm 2023.

## Đón nhận
Năm 2017, tiểu thuyết giành vị trí thứ nhất trong danh sách "Sách của Năm" tạp chí Da Vinci của Kadokawa. Tiểu thuyết cũng giành chiến thắng tại Giải thưởng những người bán sách Nhật Bản năm 2018.